# Nematocryptus aquilonius
Nematocryptus aquilonius là một loài tò vò trong họ Ichneumonidae.